# Habroptila
Habroptila is een geslacht van vogels uit de familie Rallen, koeten en waterhoentjes (Rallidae). Het geslacht telt één soort:
- Habroptila wallacii − Halmahera-ral